# Mouni (Yaho)
Pour les articles homonymes, voir Mouni.
Mouni est une commune rurale située dans le département de Yaho de la province des Balé dans la région de la Boucle du Mouhoun au Burkina Faso.